# 住友電氣工業
住友電氣工業株式會社是日本住友集團旗下的一家電子零件製造商，本社位於大阪府大阪市。
住友電工是日本最主要的電纜生產商，與古河電氣工業、藤倉三間公司合稱為「電線御三家」。該社目前在全球40個國家擁有約400家關係企業、約28萬名員工，集團銷售額合計超過3兆日圓。

## 沿革

### 年表
- 1897年 - 住友收購日本製銅株式會社，設立住友伸銅場。
- 1908年 - 開始生產電力用電線。
- 1909年 - 開始生產通信用電線。
- 1911年 - 住友伸銅場的電線製造部門獨立，設置住友電線製造所。
- 1916年 - 新工廠（現大阪製作所）啟用營運。
- 1920年 - 住友電線製造所改組為株式會社。
- 1939年 - 商號變更為住友電氣工業株式會社。
- 1941年 - 伊丹製作所開工。
- 1949年 - 股票上市。
- 1961年 - 橫濱製作所開工。
- 1962年 - 本社從大阪府此花區轉移至現址。
- 1970年 - 開始生產化合物半導體。
- 1974年 - 開始生產光導纖維。
- 1982年 - 成功製造出當時世界最大的1.2克拉合成鑽石。
- 1987年 - 與台灣 華新麗華、太平洋電線電纜合資設立「華友材料科技」。（2007年12月已100%持股）
- 1996年 - 開發出長度可逾1,000公尺的高溫超導線材。
- 2000年 - 在台灣設立分公司住電國際電子材料。
- 2004年 - 成為世界首家將高溫超導電纜商業化的公司。
- 2007年 - 將日新電機（日语：日新電機）納入旗下連結子公司。

## 主要產品
- 線束（英语：Cable harness）
- 光導纖維
- 化合物半導體
- 印刷電路板
- 散熱片

其中車用線束、砷化鎵、氮化鎵等品項市占率為世界第一。

## 歴代経営者
- 湯川寛吉（住友電線製造所設立者）
- 古田俊之助
- 亀井正夫
- 川上哲郎
- 倉内憲孝
- 岡山紀男
- 松本正義
- 井上治

## 外部連結
- 住友電氣工業官方網站（页面存档备份，存于）
- YouTube上的住友電氣工業頻道